# Hans Scherfig
Hans Scherfig (1905-1979) fue un pintor y escritor danés, nacido en Copenhague. Alcanzó la fama como novelista. Entre sus obras destacan Primavera Robada, Frydenholm, Idealistas, y El Escorpión, que fue publicada en veinte países. Scherfig también fue pintor y dibujante. 
Fue comunista y discrepó con los Estados Unidos y sus políticas.
- Datos: Q742300